# St. Antonius Abt (Horstmar)
Die katholische Kapelle St. Antonius Abt ist ein denkmalgeschütztes Kirchengebäude in Horstmar, einer Kleinstadt im Kreis Steinfurt in Nordrhein-Westfalen.

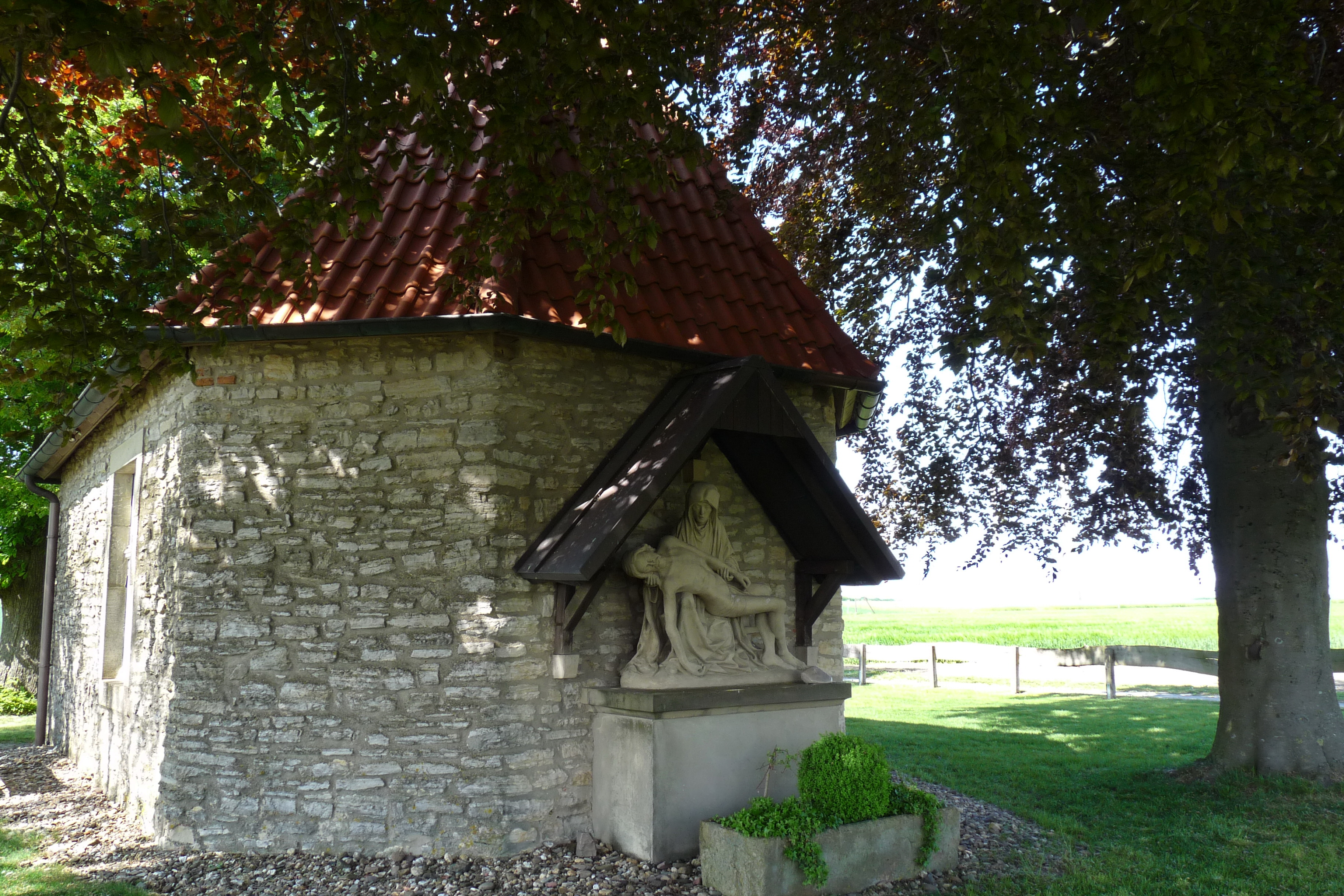
Antoniuskapelle mit der Pietà an der Außenwand der Apsis

## Geschichte und Architektur
Das auf dem Schöppinger Berg stehende Gebäude war die Kapelle der 1651 gegründeten Antoniusbruderschaft. Der kleine Bruchsteinsaal mit dreiseitigem Chorschluss und einer offenen Pfeilervorhalle ist mit 1770 bezeichnet. Der Bau wurde mehrfach erneuert, die letzte größere Renovierung wurde 1962 durchgeführt. 1994 wurde die Kapelle in die Liste der Baudenkmäler in Horstmar eingetragen. Im Januar 2018 fuhr ein Sattelschlepper in die Kapelle, die dabei schwer beschädigt wurde. Im Juni 2018 war der Wiederaufbau im Wesentlichen abgeschlossen. Im Januar 2019 wurde sie wiedereröffnet.

## Ausstattung
- Das Säulenretabel mit Tabernakel und einer Figur des hl. Antonius Abt ist aus der Zeit um 1770. Es wurde 1977 in Anlehnung an den Originalbefund neu gefasst.
- Das Relief der Georgsmesse vom 16. Jahrhundert wurde stark überarbeitet.
- Die Skulpturenfragmente des hl. Antonius aus Baumberger Sandstein von etwa 1440 sind eine Arbeit des Meisters des Bentlager Kreuzigungsreliefs.
- Die beiden Kruzifixe wurden im 18. Jahrhundert gefertigt.
- Außen am Chor steht eine ausdrucksstarke Pietà vom Ende des 15. Jahrhunderts aus Baumberger Sandstein.